# Stare Koźle
Stare Koźle (dodatkowa nazwa w j. niem. Alt Cosel) – wieś w Polsce, położona w województwie opolskim, w powiecie kędzierzyńsko-kozielskim, w gminie Bierawa.

## Nazwa
12 listopada 1946 r. nadano miejscowości polską nazwę Stare Koźle.

## Historia
Najstarsze wzmianki historyczne pochodzą z 1223 r. W 1273 r. podczas trwania wyprawy Bolesława Wstydliwego na księstwo opolskie, gród kozielski został zniszczony. Odbudowano go nieco dalej w dół rzeki i dziś to tam znajduje się miasto Koźle; poprzednie miejsce grodu nazwano Starym Koźlem. W 1335 r. pojawiły się wzmianki o drewnianym kościele, jednakże samodzielna parafia powstała tu dopiero w 1480 r. Pod koniec XVIII w. znajdowały się tu również folwark i szkoła katolicka, a wieś należała do księżnej von Hohenlohe. W 1806 r. zawaliła się wieża kościoła, budynek został rozebrany. Budowę zaczętą w 1806 r. ukończono w 1808 r.
W XIX wieku gmina posiadała pieczęć z wizerunkiem kozła stojącego na dwóch skrzyżowanych belkach.
W 1910 roku 902 mieszkańców mówiło w języku polskim, 23 w językach polskim i niemieckim, natomiast 31 osób posługiwało się jedynie językiem niemieckim. W wyborach komunalnych w listopadzie 1919 roku nie wystawiono listy polskiej. Do głosowania podczas plebiscytu uprawnionych było w Starym Koźlu 676 osób, z czego 607, ok. 89,8%, stanowili mieszkańcy (w tym 603, ok. 89,2% całości, mieszkańcy urodzeni w miejscowości). Oddano 656 głosów (ok. 97,0% uprawnionych), w tym 650 (ok. 99,1%) ważnych; za Niemcami głosowało 414 osób (ok. 63,1%), a za Polską 236 osób (ok. 36,0%).
W miejscowości toczyły się ciężkie walki w ramach III powstania śląskiego. 6 maja 1921 roku pułk zabrski Pawła Cymsa wyruszył z Sośnicowic w kierunku Bierawy i Starego Koźla. 7 maja atak powstańców został zatrzymany, poprzez silny ogień broni maszynowej, po czym Niemcy przeszli do kontrataku. Powstańcy zostali wyparci ze wsi, jednak po kilkudniowych walkach miejscowość została przez nich zdobyta. Podczas tej potyczki śmierć poniósł Jan Surzycki. 5 czerwca siły powstańcze zostały zaatakowane przez Niemców. Przez 3 kolejne dni trwały walki, a wieś przechodziła z rąk do rąk. W myśl decyzji Międzysojuszniczej Komisji, podporządkowane jej wojska wkroczyły pomiędzy walczące strony, uniemożliwiając tym samym dalszą potyczkę. 
Na cmentarzu przykościelnym pochowano zwłoki miejscowych działaczy polskich zamordowanych przez niemiecki Selbstschutz 8 maja 1921 r. w lesie pod Pogorzelcem. Śmierć wówczas ponieśli: Jan Kałuża, Józefa Chońca, bracia Jan i Ignacy Leszczykowie - peowiacy z Brzeziec, Józef Dronia z Lenartowic oraz Leon Stolorz ze Starego Koźla. Ciała pomordowanych zostały komisyjnie ekshumowane w obecności delegowanych przez komendanta włoskich wojsk okupacyjnych, majora Malvano oficerów (Anglika, Włocha i Francuza). Oględzin lekarskich dokonał dr Ignacy Nowak. Odkopane zwłoki były bardzo poważnie zmasakrowane. Na przykład w ciele Jana Kałuży naliczono 24 rany zadane ostrym narzędziem, prawa ręka była ucięta. Z przeprowadzonej obdukcji sporządzono dokumentację fotograficzną i protokoły w języku polskim, francuskim i niemieckim, które następnie rozdzielono pomiędzy członków komisji. 
W czasie II wojny światowej Stare Koźle doznało znacznych zniszczeń na skutek amerykańskich nalotów na fabrykę benzyny syntetycznej w Blachowni Śląskiej. W latach 40. XX w. istniała w miejscowości poczta oraz urząd stanu cywilnego.
Od 1950 r. miejscowość należy administracyjnie do województwa opolskiego. W 1997 r. wieś dotknęła powódź tysiąclecia, która spowodowała m.in. uszkodzenie kościoła.

## Zabytki
Do wojewódzkiego rejestru zabytków wpisane są:
- kościół cmentarny, parafialny pw. św. Jana Nepomucena z l. 1806–1808
- cmentarz parafialny, z pocz. XIX w.

inne zabytki:
- plebania, klasycystyczna, z XIX wieku
- kaplica przydrożna z przełomu XVIII i XIX wieku

## Infrastruktura społeczna
- W miejscowości znajduje się szkoła podstawowa.

## Komunikacja
- Przez Stare Koźle przechodzi droga wojewódzka nr 408.

W Starym Koźlu są 2 przystanki autobusowe.

## Galeria

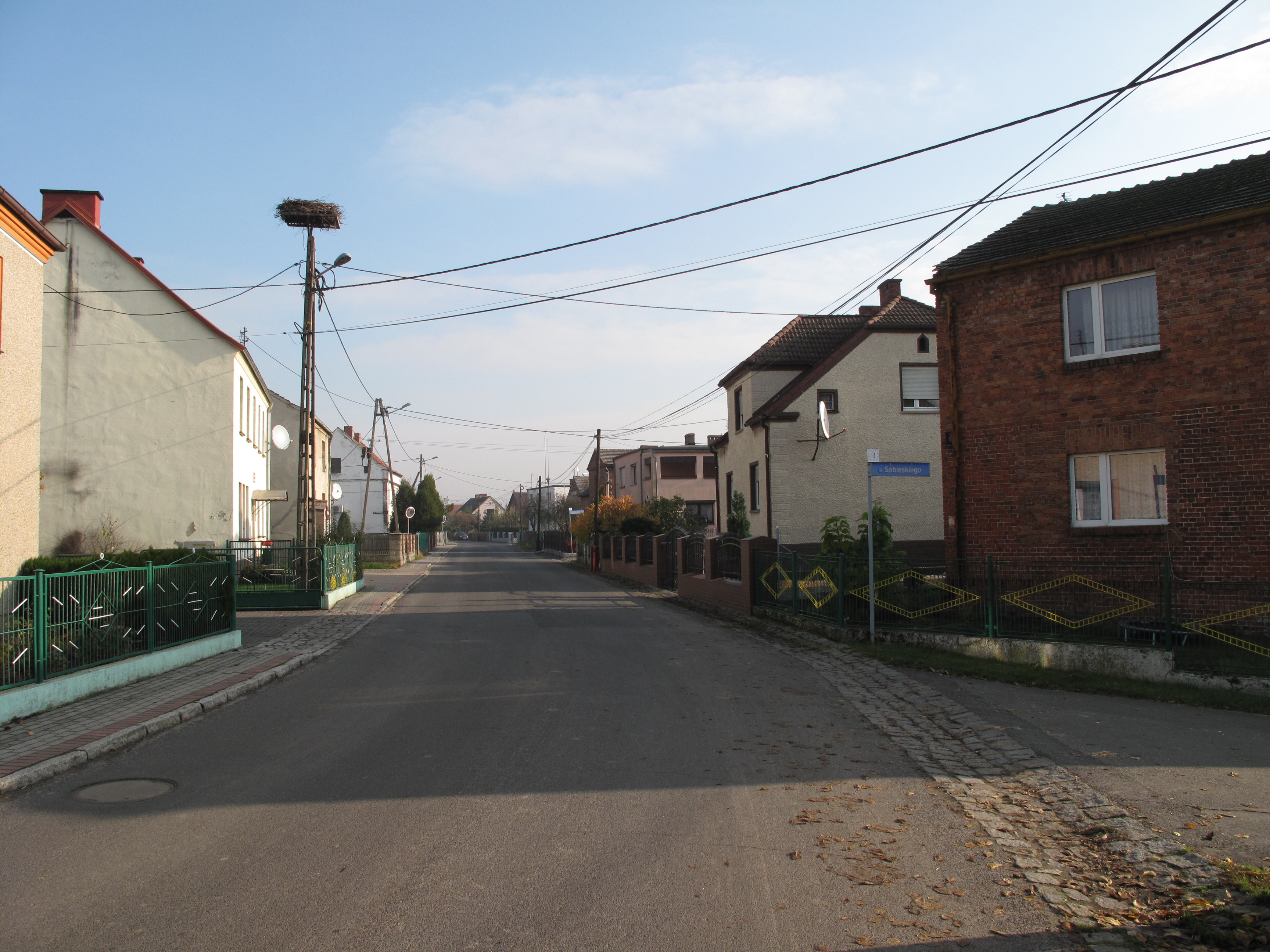
Ulica
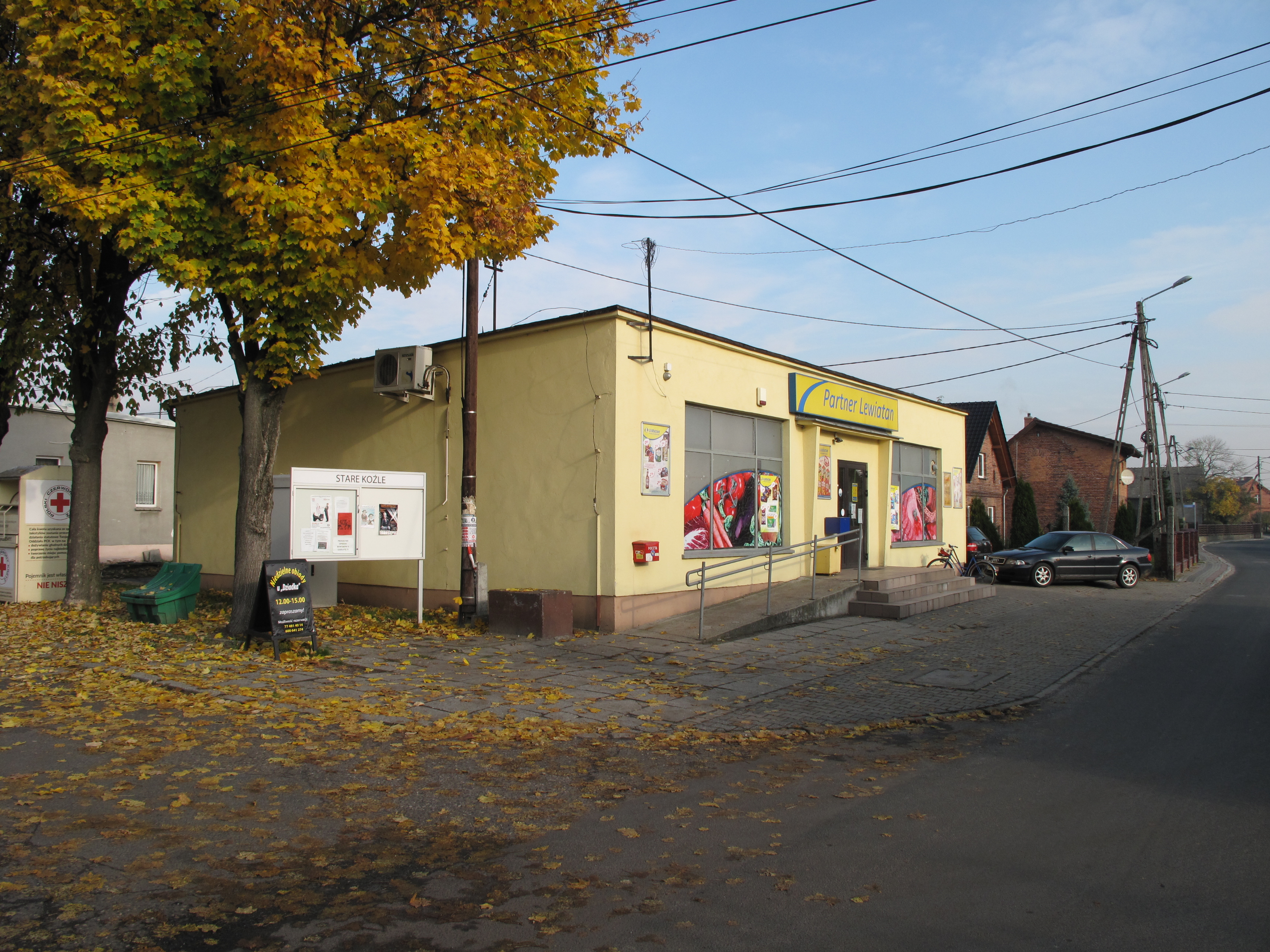
Sklep
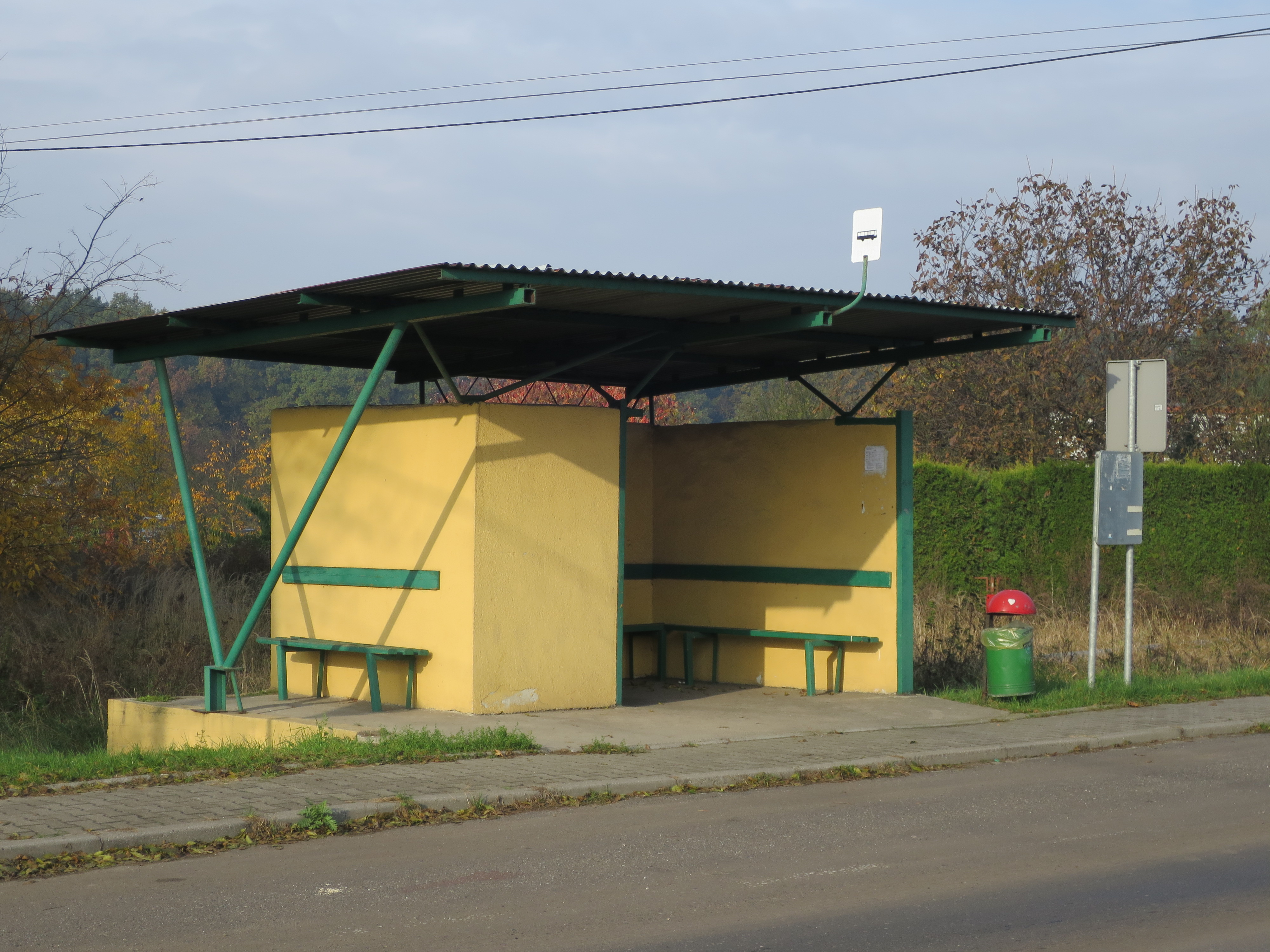
Przystanek autobusowy
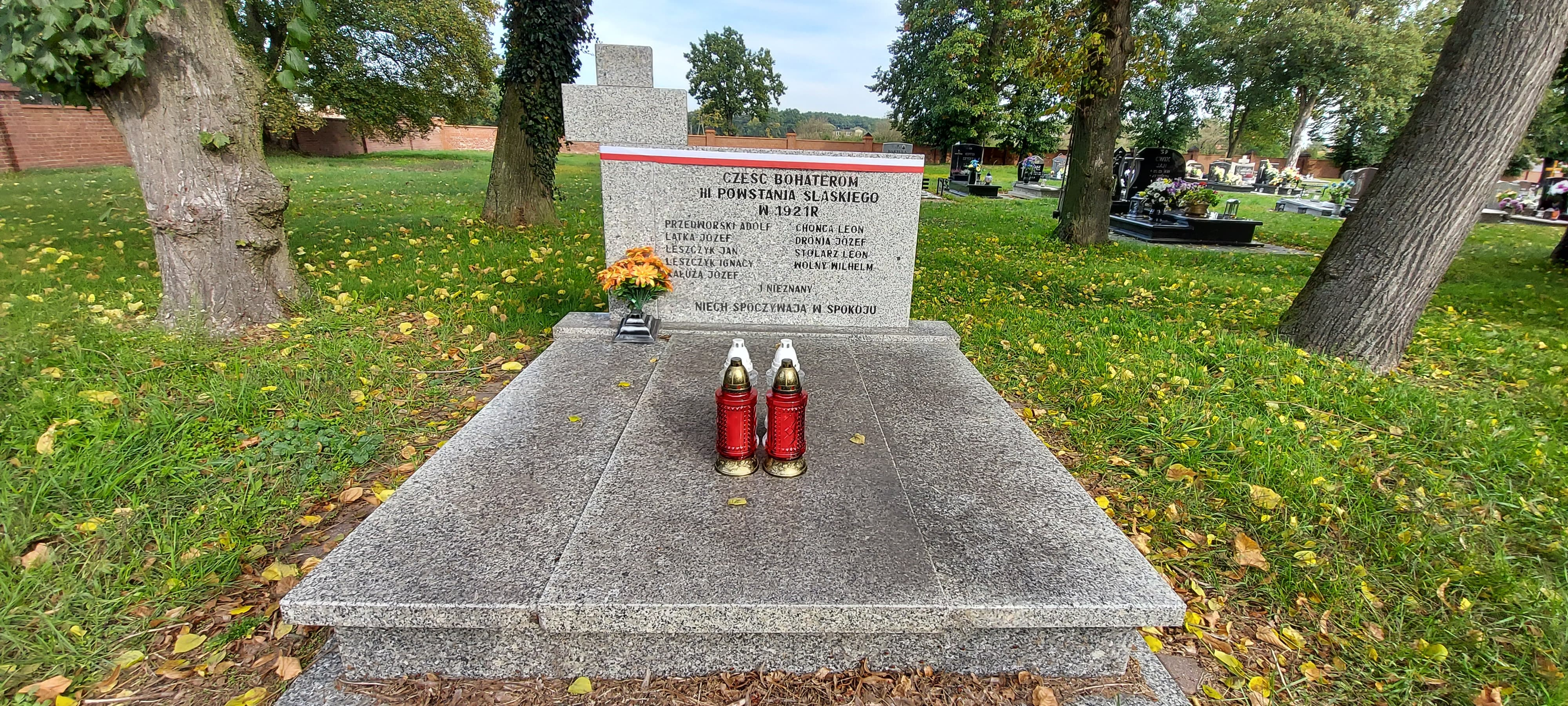
Mogiła zbiorowa powstańców śląskich na cmentarzu w Starym Koźlu